# Günter Küppers
Günter Küppers (* 1939 in München) ist ein deutscher Physiker, Sozialwissenschaftler und Philosoph auf dem Gebiet der Wissenschaftsforschung und Systemtheorie insbesondere in Anwendungen auf Wissensproduktion und Planungsprozesse. Als Geschäftsführer und Mitglied des Vorstandes war er maßgeblich am Aufbau und an der Entwicklung des Institutes für Wissenschafts- und Technikforschung (IWT) der Universität Bielefeld beteiligt.

## Leben
Küppers studierte theoretische Physik und diplomierte und promovierte an der Universität München über Strukturbildungsprozesse in Flüssigkeitsströmungen. Mit diesen Arbeiten trug er wesentlich zur Theorie der Selbstorganisation und Chaosforschung bei. 1992 habilitierte er sich auf dem Gebiet der Wissenschaftsforschung an der Universität Wien. Von 1969 bis 1974 arbeitete er am Max-Planck-Institut für Plasmaphysik in Garching bei München, von
1974–1993 war er Geschäftsführer des Universitätsschwerpunkts Wissenschaftsforschung an der Universität Bielefeld. Nach dessen Umwandlung in das Institut für Wissenschafts- und Technikforschung 1993 war er bis zu seinem Ausscheiden 2004 Mitglied des Vorstands. 1998 war er Gastprofessor an der Technischen Universität Wien. Seit 2010 ist er Gastdozent an der vom Slow-Food-Gründer Carlo Petrini gegründeten Università degli Studi di Scienze Gastronomiche.
Küppers ist Autor zahlreicher Schriften im Bereich der theoretischen Physik (Selbstorganisation, Chaos, Plasmaheizung), der Wissenschaftsforschung (Erkenntnisproduktion, Computersimulation, Innovationsnetzwerke) und ihrer Anwendung auf komplexe Planungsprozesse (komplexe Systeme, Wissen und Nicht-Wissen).

## Trivia
Seit seinem Ausscheiden aus dem Berufsleben widmet er sich verstärkt dem Kochen. 2008 war er Wochengewinner in der ZDF-Fernsehsendung Die Küchenschlacht und kochte infolgedessen auch in der Fernsehsendung Kochen bei Kerner.

## Werk (Auswahl)
- G. Küppers: The stability of steady finite amplitude convection in a rotating fluid layer. In: Physics Letters A. Band 32, Nr. 1, Juni 1970, S. 7–8, doi:10.1016/0375-9601(70)90052-6.
- G. Küppers: On the Relation between Technology and Science - Goals of Knowledge and Dynamics of Theories, the Example of Combustion Technology, Thermodynamics and Fluidmechanics. In: W. Krohn, E. Layton, P. Weingart (Hrsg.): The Dynamics of Science and Technology. The Yearbook of the Sociology of the Sciences, Band II, Reidel, Dordrecht 1978
- G. Küppers: Fusionsforschung - Zur Zielorientierung im Bereich der Grundlagenforschung. In: W. v. d. Daele, W. Krohn, P. Weingart (Hrsg.): Geplante Forschung. Suhrkamp, Frankfurt 1979, S. 287–327, (with W. Krohn)
- W. Krohn, G. Küppers: Science as a Selforganized System - Outline of a Theoretical Model. In: W. Krohn, G. Küppers, H. Nowotny (Hrsg.): Selforganization - Portrait of a Scientific Revolution. Sociology of the Sciences, A Yearbook, Band 14, Reidel, Dordrecht 1990
- W. Krohn, G. Küppers, W. Nowak: Recursive Interaction and the Dynamics of Knowledge Production in Researchs: An Empirical Simulation of Knowledge Production. In: W. Tschacher, G. Schiepek, E.J. Brunner (Hrsg.): Self-organization and Clinical Psychology. Springer Series in Synergetics, Band 58, Springer, Heidelberg u. a. 1992, S. 434–451
- G. Küppers: Social Order. In: H. Haken, A. Mikhailov (Hrsg.): Interdisciplinary Approaches to Nonlinear Complex Systems, Springer, Heidelberg 1993, S. 127–137
- G. Küppers: Coping with Uncertainty - The Selforganization of Social Systems. In: V. Cantoni, A. Setti, V. Di Gesù, D. Tegolo (Hrsg.): Human and Machine Perception: Emergence, Attention, and Creativity. Plenum Publishing Corporation, Pavia. 1999
- A. Pyka, G. Küppers (Hrsg.): Innovation Networks: Theory and Practice. Edward Elger Publishing, Cheltenham, UK, 2002.
- G. Küppers, E .H. Hüser: Labor der Lüste – Über die Kultur des Essens und Trinkens. Kleine Verlag Bielefeld, Bielefeld 2005.
- J. Lenhard, G. Küppers, T. Shinn (Hrsg.): Simulations: Pragmatic Constructions of Reality. Berlin: Springer, 2006 (Sociology of the Sciences Yearbook, Band 25).

| Personendaten    | Personendaten                                           |
| ---------------- | ------------------------------------------------------- |
| NAME             | Küppers, Günter                                         |
| KURZBESCHREIBUNG | deutscher Physiker, Sozialwissenschaftler und Philosoph |
| GEBURTSDATUM     | 1939                                                    |
| GEBURTSORT       | München                                                 |